# Carlos de Montúfar
Carlos de Montúfar y Larrea-Zurbano (Quito, 2 de noviembre de 1780 - Buga, 31 de julio de 1816) fue un noble y militar criollo considerado uno de los libertadores del actual Ecuador. Luchó junto a Simón Bolívar y fue apodado El Caudillo.

## Formación y relación con Humboldt
Carlos fue el tercer hijo del matrimonio de nobles criollos formado por Juan Pío de Montúfar y Larrea, II marqués de Selva Alegre, y Teresa de Larrea y Villavicencio. Su padre fue una figura clave en el movimiento independentista desarrollado en Quito entre 1809 y 1812, precursor de la independencia del Ecuador.
Estudió Filosofía y Humanidades en la Universidad de Santo Tomás de Aquino, donde se graduó en 1800. Conoció en 1802 a los geógrafos Alexander von Humboldt y Aimé Bonpland, que llegaron a Quito en su célebre expedición científica. Carlos, de veintiún años, hizo una especial amistad desde el primer momento con Humboldt, a quien acompañó durante el resto de la expedición americana por los actuales Ecuador, Perú, México, Estados Unidos y Cuba, incluso hasta su regreso a Europa. Una vez en París, donde asistieron a la coronación de Napoleón I como emperador de Francia, Carlos partió para España y Humboldt a Berlín. 
Montúfar llevó un diario del viaje, que inicia en Quito y termina en Cajamarca, en el Perú. En él hizo importantes anotaciones, como la referente a la ascensión de la expedición al Chimborazo. Mencionó también la visita a la fortaleza incaica de Ingapirca, y las costumbres de la población indígena de Cuenca. 
En 1805, Montúfar viajó a España, llevando consigo varias cartas de recomendación del alemán. Durante algún tiempo, además, recibió ayuda económica de Humboldt, a quien escribió una carta llamándole "amado amigo". Pasó, al parecer, necesidades en España, pues una carta de crédito de 5.000 pesetas con la que viajó desde Quito no le fue pagada en Madrid. Antes de separarse de Humboldt en París, el barón le dio 8.000 pesetas para sus gastos y le hizo luego varios giros desde Berlín, por medio del sistema existente en la época de cartas de crédito (libranza) entre banqueros corresponsales. 
Los rumores que sobre la homosexualidad de Humboldt se han debatido desde el siglo XIX en Alemania también salpicaron a Montúfar, en buena parte debido a las insinuaciones de Caldas.  El prócer murió soltero, si bien se le atribuye un romance con la noble quiteña Antonia Vela Bustamante hacia 1811, cuando retornó a Quito, aunque esta vivía en la ciudad de Latacunga y él se encontraba en plena guerra contra España.

## Estudios y carrera militar en España
En 1805 se trasladó a España, para comenzar su formación militar en la Real Academia de Nobles. Luchó contra el ejército napoleónico en la Guerra de la Independencia, tomando parte activa como Ayudante de Campo del General Castaños en la Batalla de Bailén, en 1808, considerada la primera derrota militar de Napoleón. Combatió, además, en el sitio de Zaragoza y en la batalla de Somosierra. Por su participación en la guerra fue condecorado por la Junta Suprema Central. En una carta encontrada entre los papeles de Humboldt en Berlín, Montúfar revela que otro de los motivos de su viaje fue la introducción comercial de la quinua en España, que estaba prohibida por las autoridades coloniales y en la que estaba muy interesado su padre, el marqués de Selva Alegre, uno de los principales hacendados de la Audiencia de Quito. En la misma misiva, se queja de sus penurias económicas y de cómo la crisis y la guerra le impedían recibir los giros desde Quito, por lo que recurrió en busca de ayuda a Humboldt.

## Comisionado regio y defensor del Estado de Quito

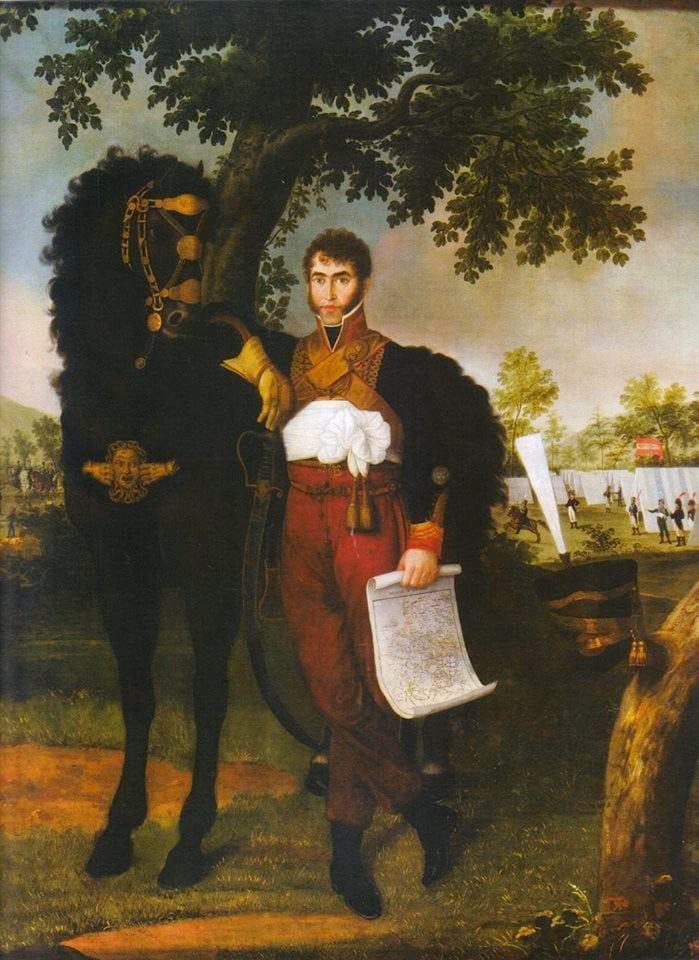
El coronel Carlos de Montúfar y Larrea, Comisionado Regio de Quito.

Fue nombrado en Cádiz por la Junta Suprema Central comisionado regio para la Audiencia de Quito, con amplia autonomía frente a los virreyes del Perú y de Nueva Granada, con el fin de calmar los tumultos rebeldes.
El 1 de marzo de 1810 se hizo a la vela a bordo de la goleta Carmen, en compañía de Antonio Villavicencio y Berástegui, quien también viajaba comisionado para la Audiencia de Santa Fe de Bogotá y José de Cos Iriberri para la de Lima. Desembarcan en La Guaira el 18 de abril para dirigirse a Caracas, ciudad que encontraron agitada por la revolución que desembocó en la declaracación de independencia del 19 de abril. Entonces le tocó intervenir ante la Junta de Gobierno para que no se produjera la independencia total de España. Posteriormente continua a Cartagena y Quito, obrando en favor de los derechos del rey Fernando VII prisionero de Napoleon Bonaparte.
Al comprobar que su padre había tomado parte en los movimientos independentistas, decidió unirse a la causa y combatir a contra los españoles. Auspició la formación del Estado de Quito, que se declaró independiente de España y promulgó su propia Constitución, bajo la presidencia del obispo José Cuero y Caicedo. Montúfar se puso al frente de la defensa militar del nuevo Estado y entró en combate con las fuerzas de Montes, Aymerich y Sámano. 

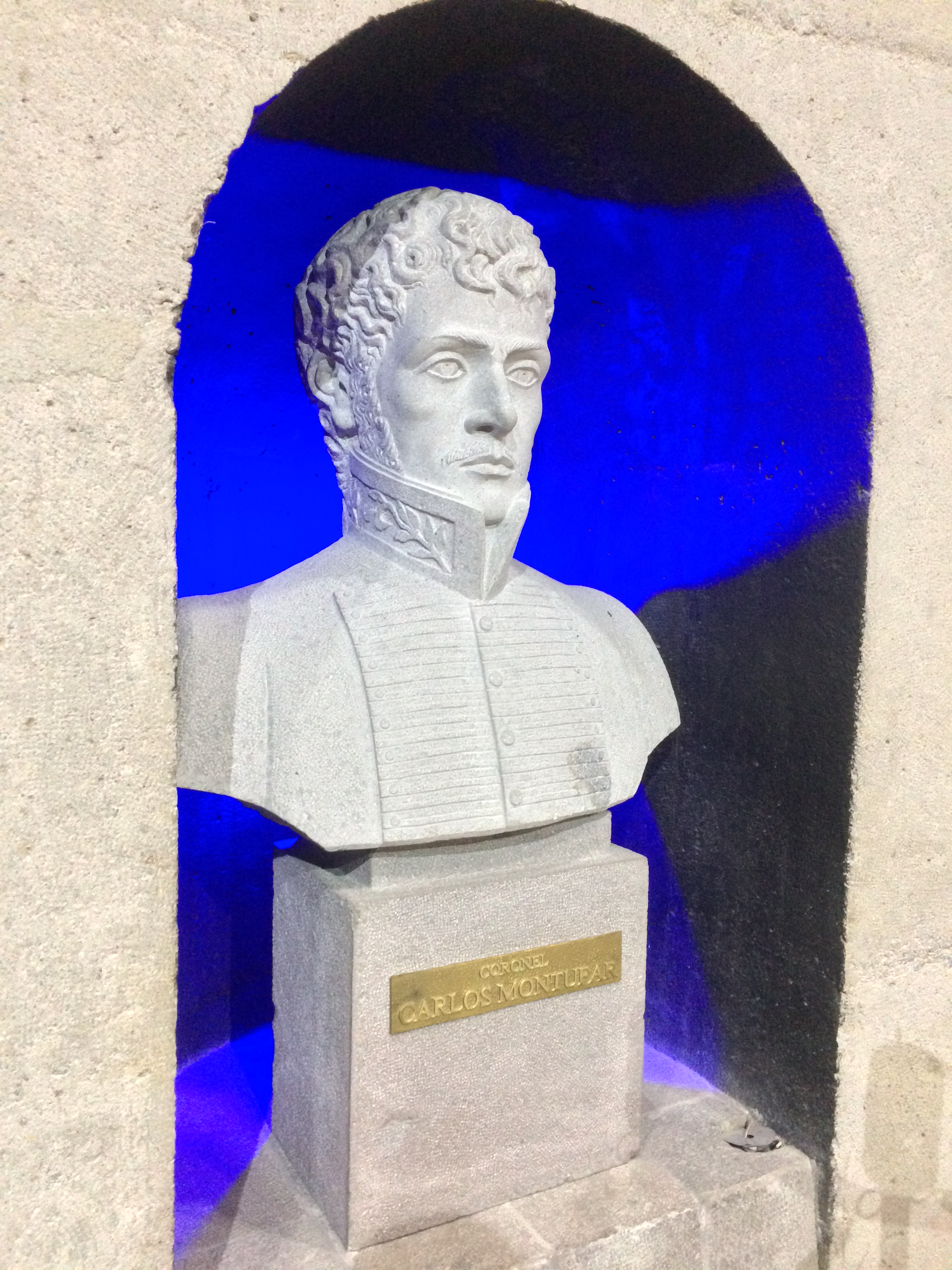
Busto en el Templo de la Patria en Quito.

Los quiteños comandados por Montúfar se enfrentaron al ejército del general español Toribio Montes en la Batalla de El Panecillo el 7 de noviembre de 1812. No obstante, el 8 de noviembre la ciudad cayó en manos de los realistas y Montúfar, junto con todo el gobierno del Estado de Quito, tuvo que huir hacia Ibarra. El 1 de diciembre, los patriotas fueron derrotados definitivamente después de la batalla de Ibarra, pero Montúfar logró huir y tras la derrota se escondió en varias haciendas de Cayambe, y el valle de Los Chillos, cerca a Quito. Fue detenido, juzgado por traición y deportado a España, viajando desde Guayaquil a Panamá, en 1814.
Al llegar a Panamá consiguió huir y se sumó al Ejército Libertador en la Nueva Granada, donde llegó al grado de coronel y combatió en la zona sur de la actual Colombia, donde las fuerzas realistas de Toribio Montes y Juan de Sámano sembraban la muerte y la destrucción en su afán de aplastar la revuelta patriota. Montúfar fue nombrado coronel del ejército de Simón Bolívar quien lo nombró ayudante general. Enseguida pasó a órdenes del general Serviez y siguió con mil doscientos fusileros a la campaña de Pasto, que terminó con la completa derrota de las armas patriotas. Allí perdió su caballo y tuvo que seguir a pie, haciendo prodigios con la bayoneta.

## Muerte

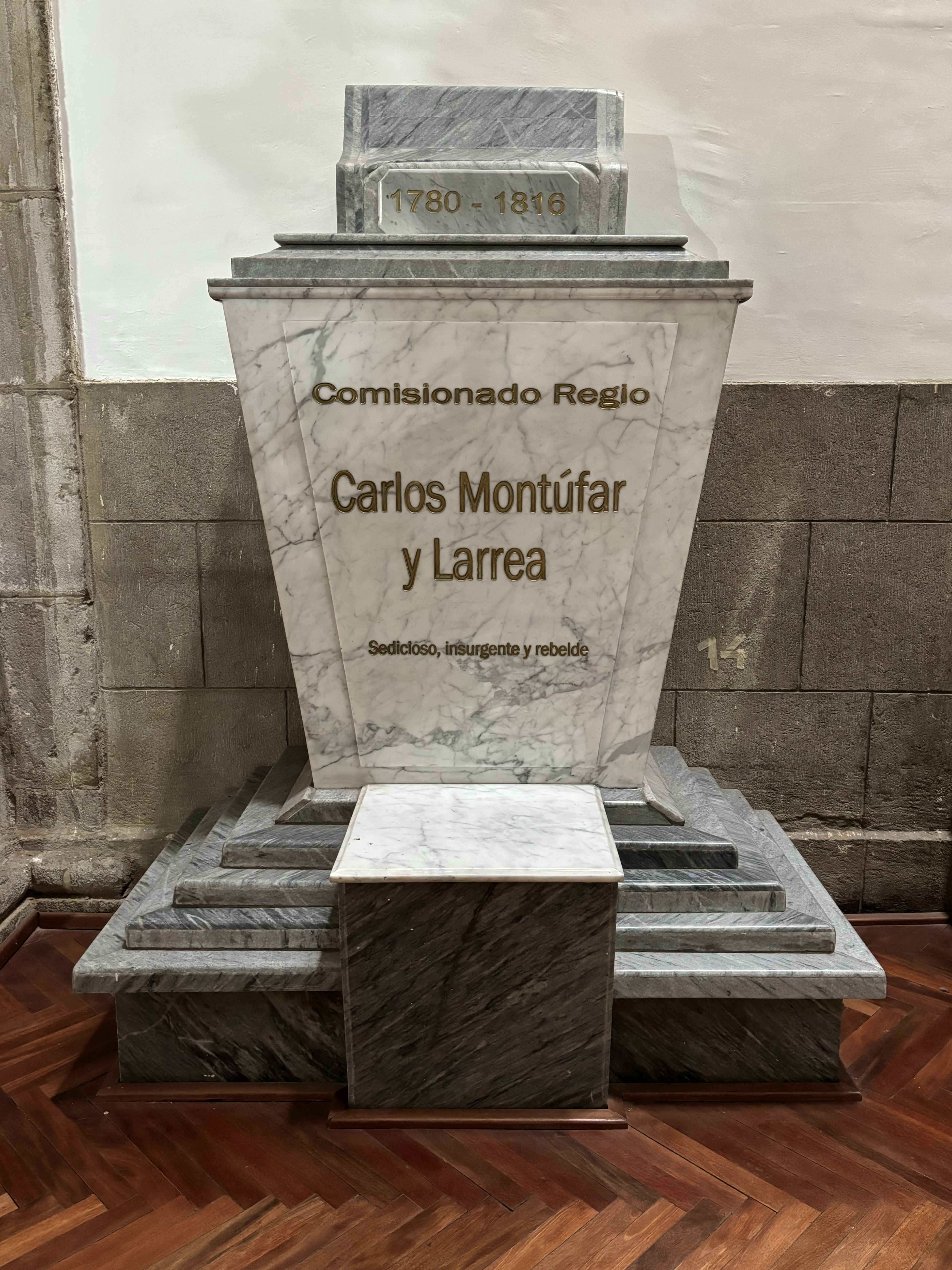
Cenotafio en la Catedral Metropolitana de Quito.

El 29 de junio de 1816 participó en la Batalla de la Cuchilla del Tambo, donde los independentistas fueron derrotados por las fuerzas españolas. Debido a la derrota, cientos de independentistas fueron capturados y ejecutados en los días siguientes, entre ellos Francisco José de Caldas. Montúfar también fue capturado, y condenado a muerte por el general español Juan de Sámano. Fue fusilado por la espalda, como traidor, en la ciudad de Buga el 31 de julio de 1816.

### Sepultura
Con ocasión de las celebraciones del centenario de la Batalla de Pichincha la "Junta del Centenario" hizo las gestiones respectivas para repatriar sus restos. Estos llegaron a Quito desde Buga el 23 de mayo de 1922 y fueron colocados en la Catedral Metropolitana de Quito, lugar donde descansan hasta la actualidad.